# Minthoplagia setifrons
Minthoplagia setifrons là một loài ruồi trong họ Tachinidae.